# Рівнокрильник
Рівнокрильник (Isopterygiopsis) — рід мохів родини Plagiotheciaceae.
Рід має космополітичне поширення.
Види:
- Isopterygiopsis alpicola Hedenäs, 1988
- Isopterygiopsis muelleriana Iwatsuki, 1970